# Pilotpriset
Pilotpriset var ett litteraturpris som delades ut mellan åren 1985 och 1999 "för framstående författarskap på svenska språket". Pilotpriset instiftades av den japanska penntillverkare Pilot Corporation och prissumman var på 150 000 kronor.
År 2000 lades priset ner med motiveringen att det fanns ett behov av att förnya.

## Pristagare
- 1985 – Birgitta Trotzig
- 1986 – Sven Delblanc
- 1987 – Lars Gyllensten
- 1988 – Tomas Tranströmer
- 1989 – Olof Lagercrantz
- 1990 – Willy Kyrklund
- 1991 – Werner Aspenström
- 1992 – Lars Forssell
- 1993 – Karl Vennberg
- 1994 – Lars Norén
- 1995 – Kerstin Ekman
- 1996 – Lars Gustafsson
- 1997 – Ulf Linde
- 1998 – Bo Carpelan
- 1999 – Sara Lidman

### Fotnoter
1. ↑  ”Pilotpriset”. Nationalencyklopedin. http://www.ne.se/pilotpriset. Läst 7 juni 2012.
2. ↑  ”Vingarna bär inte pilotpriset”. Svensk Bokhandel. http://www.svb.se/nyheter/vingarna-b%C3%A4r-inte-pilotpriset. Läst 7 juni 2012.